# Лошмидт, Иоганн Йозеф
Иоганн Йозеф Лошмидт (нем. Johann Josef Loschmidt, 15 марта 1821, Путширн — 8 июля 1895, Вена) — австрийский физик и химик. Член Австрийской академии наук (1870). В его честь была названа постоянная Лошмидта.

## Биография
Лошмидт родился в деревне Путширн вблизи Карлсбада (ныне — Карловы Вары, Чехия). До 1839 года учился в Пражском университете, по окончании учёбы работал на бумажных фабриках в Пеггау, Нейхаузе, Брюне. В 1856—1864 годах был школьным учителем в Леопольдштадте. С 1865 года трудился в Венском университете, где с 1868 года занимал должность профессора.

## Научная деятельность
Лошмидт работал в области термодинамики, электродинамики и оптики, занимался структурой кристаллов, стереохимией.
В 1865 году он определил на газокинетической основе размер молекул воздуха. Затем он был в состоянии вычислить число молекул газа в 1 куб. см при нормальных условиях, которое позже назвали в его честь постоянной Лошмидта и которое легко можно переводить сегодня в более привычное число Авогадро.
Лошмидт раскрыл строение озона. Он предполагал, что в соединениях углерода существуют кольцеобразные структуры и развивал отображение связей двойными и тройными штрихами. В 1861 году он впервые предложил кольцеобразную структуру бензола.